# Teucholabis (Teucholabis) nodipes
Teucholabis (Teucholabis) nodipes is een tweevleugelige uit de familie steltmuggen (Limoniidae). De soort komt voor in het Afrotropisch gebied.